# Аарон Брукс (борець)
Аарон Марквел Брукс (англ. Aaron Marquel Brooks; нар. 15 червня 2000, Гейґерстаун, Меріленд) — американський борець вільного стилю, чемпіон світу серед кадетів, срібний призер чемпіонату світу серед юніорів, чемпіон світу серед молоді, бронзовий призер Олімпійських ігор.

## Життєпис
Отримав спеціалізацію в галузі відпочинку, парків і туризму в Університеті штату Пенсільванія.

## Спортивні результати на міжнародних змаганнях

### Виступи на Олімпіадах
| Змагання                    | Збірна | Вагова категорія          | Місце  |
| --------------------------- | ------ | ------------------------- | ------ |
| Літні Олімпійські ігри 2024 | США    | вільна боротьба, до 86 кг | Бронза |

Брукс почав свій виступ на Олімпійських іграх 2024 року в Парижі у вазі до 86 кг з перемоги з рахунком 4-3 над першим сіяним Азаматом Даулетбековим з Казахстану. Потім у чвертьфіналі він здолав японця Хаято Ісігуро, 11-1, і вийшов до півфіналу. У півфіналі Брукс мав перевагу над представником Болгарії Магомедом Рамазановим, але тейкдаун на останніх секундах привів його до поразки з рахунком 3-4, не дозволивши боротись за олімпійське золото. У матчі за бронзову медаль Брукс зустрівся з Джабраїлом Шапієвим з Узбекистану. Він домінував над Шапієвим, перемігши з рахунком 5-0 і здобув бронзову олімпійську нагороду.

### Виступи на інших змаганнях
| Змагання                               | Збірна | Вагова категорія          | Місце  |
| -------------------------------------- | ------ | ------------------------- | ------ |
| Міжнародний меморіал Дейва Шульца 2019 | США    | вільна боротьба, до 79 кг | Золото |

### Виступи на змаганнях молодших вікових груп
| Змагання                                      | Збірна | Вагова категорія          | Місце  |
| --------------------------------------------- | ------ | ------------------------- | ------ |
| Чемпіонат світу з боротьби серед кадетів 2017 | США    | вільна боротьба, до 76 кг | Золото |
| Чемпіонат світу з боротьби серед юніорів 2018 | США    | вільна боротьба, до 79 кг | Срібло |
| Чемпіонат світу з боротьби серед юніорів 2019 | США    | вільна боротьба, до 79 кг | 17     |
| Чемпіонат світу з боротьби серед молоді 2023  | США    | вільна боротьба, до 86 кг | Золото |